# Trilby (film, 1915)
Pour les articles homonymes, voir Trilby.
Pour plus de détails, voir Fiche technique et Distribution.
Trilby est un film muet américain réalisé par Maurice Tourneur, sorti en 1915.

## Synopsis
Trilby O'Farrell travaille comme modèle pour l'artiste anglais Little Billie et doit se marier avec lui. Mais le soir où leurs fiançailles doivent être annoncées, Svengali, un musicien ambulant qui a rencontré Trilby dans l'atelier de Billie au Quartier latin, l'hypnotise et l'emmène en Angleterre avec lui. Les pouvoirs de Svengali font que la voix criarde de Trilby se change en une belle voix d'opéra. Svengali fait d'elle l'une des grandes chanteuses européennes, et en tire un large profit. Durant l'entracte d'une représentation à laquelle Billie assiste, Svengali, qui souffre de la forte pression nerveuse dont il a besoin pour maintenir Trilby sous son influence, tombe de la scène et meurt. Quand le rideau s'ouvre, la voix de Trilby est redevenue normale et sans talent et elle est huée. Après une soirée célébrant la réunion de Trilby et Billie, Billie et ses amis entendent un cri et un bruit de chute alors qu'ils sont devant la porte de Trilby. Ils la trouvent morte devant un portrait grandeur nature de Svengali qui semble les regarder. 

## Fiche technique
- Titre original : Trilby
- Réalisation : Maurice Tourneur
- Assistant : Clarence Brown
- Scénario : E. Magnus Ingleton, d'après le roman Trilby de George du Maurier et la pièce de Paul Potter qui en a été tirée
- Direction artistique : Ben Carré
- Montage : Clarence Brown
- Musique : S. L. Rothapfel
- Société de production : Equitable Motion Pictures Corporation
- Société de distribution : World Film Corporation
- Pays de production :  États-Unis
- Langue originale : anglais
- Format : noir et blanc — 35 mm — 1,37:1 — Muet
- Genre : drame
- Durée : 59 minutes
- Date de sortie :
  - États-Unis : 6 septembre 1915 (Première au 44th Street Theatre, à New York
- Licence : domaine public

## Distribution
- Clara Kimball Young : Trilby O’Farrell
- Wilton Lackaye : Svengali
- Paul McAllister : Gecko
- Chester Barnett : Billie
- D.J. Flanagan